# Dendrobium
Dendrobium (von altgriechisch δένδρον dendron, deutsch ‚Baum‘ und βίος bios, deutsch ‚Leben‘) ist eine umfangreiche Gattung aus der Familie der Orchideen (Orchidaceae), die etwa 1600 (Stand 2024) vorwiegend tropische Arten umfasst. Die Gattung wurde im Jahre 1799 vom schwedischen Botaniker Olof Peter Swartz in Nova Acta Regiae Societatis Scientiarum Upsaliensis ser. 2, Band 6, Seite 82 aufgestellt.

## Lebensweise und Vorkommen
Dendrobien leben überwiegend epiphytisch, vor allem auf Bäumen, gelegentlich auch lithophytisch (also auf Felsen). Sie besiedeln unterschiedliche Lebensräume auf dem südostasiatischen Festland, den Philippinen, Borneo, Australien, Neuguinea und Neuseeland. Sie haben sich dort an eine Vielzahl von Lebensräumen angepasst, die von den Höhenlagen des Himalaya bis zu tropischen Tieflandregenwäldern reichen, und sogar das trockene Klima des Landesinneren von Australien umfassen.

## Morphologie
Die Vertreter der Gattung Dendrobium besitzen einen sympodialen Wuchs. Die keulen-, spindel- oder rohrartigen Pseudobulben unterscheiden sich in ihrer Größe sehr stark. Die kleinsten Vertreter der Gattung weisen Triebe von nur wenigen Zentimetern auf, während die Triebe der großen Arten mehr als 100 cm lang werden können. Die meist ovalen Blätter sitzen wechselständig. Die Blütenstände erscheinen sowohl an den Kanten als auch an den Spitzen der vorjährigen Pseudobulben und sind häufig traubig. Charakteristisch ist eine Kinnbildung unterhalb des Fruchtknotens, so dass die seitlichen Sepalen oft schief stehen.

## Systematik
Eine Liste der anerkannten fast 1600 Arten findet sich bei R. Govaerts.
Für die Gattung Dendrobium Sw. nom. cons. gibt es folgende Synonyme: Abaxianthus M.A.Clem. & D.L.Jones, Aclinia Griff., Amblyanthe Rauschert, Amblyanthus (Schltr.) Brieger nom. illeg., Anisopetala (Kraenzl.) M.A.Clem., Aporopsis (Schltr.) M.A.Clem. & D.L.Jones, Aporum Blume, Asarum Archila nom. illeg., Australorchis Brieger, Bolbodium Brieger, Bouletia M.A.Clem. & D.L.Jones, Cadetia Gaudich., Callista Lour., Cannaeorchis M.A.Clem. & D.L.Jones, Cepobaculum M.A.Clem. & D.L.Jones, Ceraia Lour., Ceratobium (Lindl.) M.A.Clem. & D.L.Jones, Chromatotriccum M.A.Clem. & D.L.Jones, Coelandria Fitzg., Conostalix (Kraenzl.) Brieger, Davejonesia M.A.Clem., Dendrobates M.A.Clem. & D.L.Jones, Dendrocoryne (Lindl.) Brieger, Desmotrichum Blume nom. illeg. Dichopus Blume, Diplocaulobium (Rchb. f.) Kraenzl., Distichorchis M.A.Clem. & D.L.Jones, Ditulima Raf., Dockrillia Brieger, Dolichocentrum (Schltr.) Brieger, Durabaculum M.A.Clem. & D.L.Jones, Eleutheroglossum (Schltr.) M.A.Clem. & D.L.Jones, Endeisa Raf., Ephemerantha P.F.Hunt & Summerh., Epigeneium Gagnep., Eriopexis (Schltr.) Brieger, Euphlebium (Kraenzl.) Brieger, Eurycaulis M.A.Clem. & D.L.Jones, Exochanthus M.A.Clem. & D.L.Jones, Flickingeria A.D.Hawkes, Froscula Raf., Gersinia Néraud, Goldschmidtia Dammer, Grastidium Blume, Herpetophytum (Schltr.) Brieger, Hibiscorchis Archila & Vinc.Bertolini, Inobulbon Schltr. & Kraenzl., Keranthus Lour. ex Endl., Kinetochilus (Schltr.) Brieger, Latourea Blume, Latourorchis Brieger, Leioanthum M.A.Clem. & D.L.Jones, Maccraithea M.A.Clem. & D.L.Jones, Macrostomium Blume, Microphytanthe (Schltr.) Brieger, Monanthos (Schltr.) Brieger, Onychium Blume, Ormostema Raf., Orthoglottis Breda, Oxyglossellum M.A.Clem. & D.L.Jones, Pedilonum Blume, Pierardia Raf. nom. illeg., Sarcocadetia (Schltr.) M.A.Clem. & D.L.Jones, Sayeria Kraenzl., Schismoceras C.Presl, Stachyobium Rchb. f., Stelbophyllum D.L.Jones & M.A.Clem. orth. var., Stilbophyllum D.L.Jones & M.A.Clem., Tetrabaculum M.A.Clem. & D.L.Jones, Tetrodon (Kraenzl.) M.A.Clem. & D.L.Jones, Thelychiton Endl., Thicuania Raf., Trachyrhizum (Schltr.) Brieger,  Tropilis Raf., Vappodes M.A.Clem. & D.L.Jones, Winika M.A.Clem., D.L.Jones & Molloy, ×Dockrilobium J.M.H.Shaw, ×Vappaculum M.A.Clem. & D.L.Jones

## Verwendung

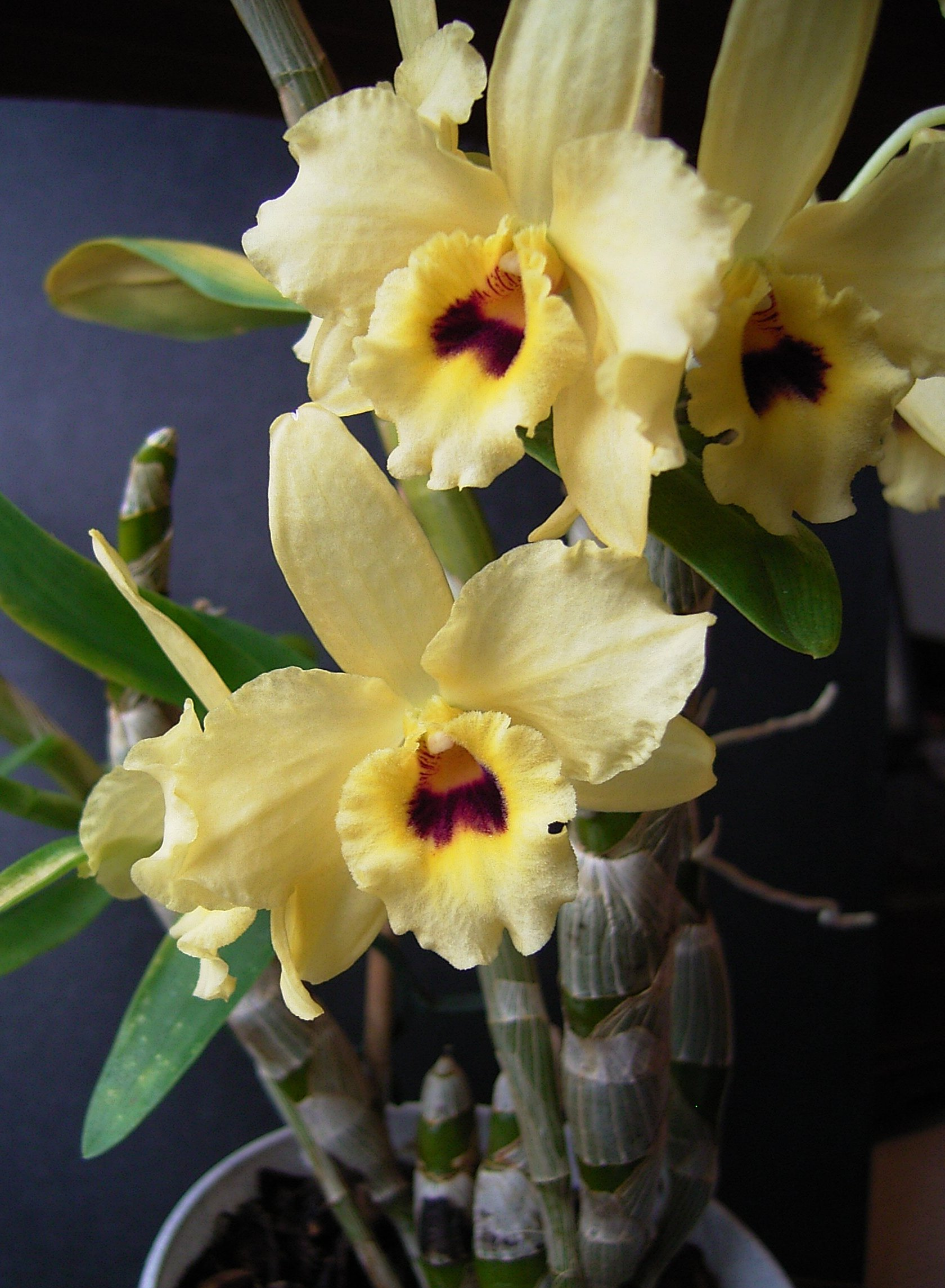
Hybride von Dendrobium nobile

Dendrobien werden vielfach als Zierpflanzen kultiviert. Es existieren zahlreiche Varietäten und Hybriden, die insbesondere von zwei Arten abgeleitet sind: Dendrobium nobile, mit Eignung auch für die kühlere Fensterbank und winterlicher Ruhephase, sowie Dendrobium bigibbum mit höherer Wärmebedürftigkeit und ohne ausgeprägte Ruheperiode.
Daneben werden Dendrobien auch in der chinesischen Volksmedizin eingesetzt, zum Beispiel zur Stärkung der Darmwege oder gegen hohes Fieber.
Dendrobium sp. vermag in gewissem Umfang Xylol und Toluol aus der Luft von Innenräumen zu entfernen.

## Galerie

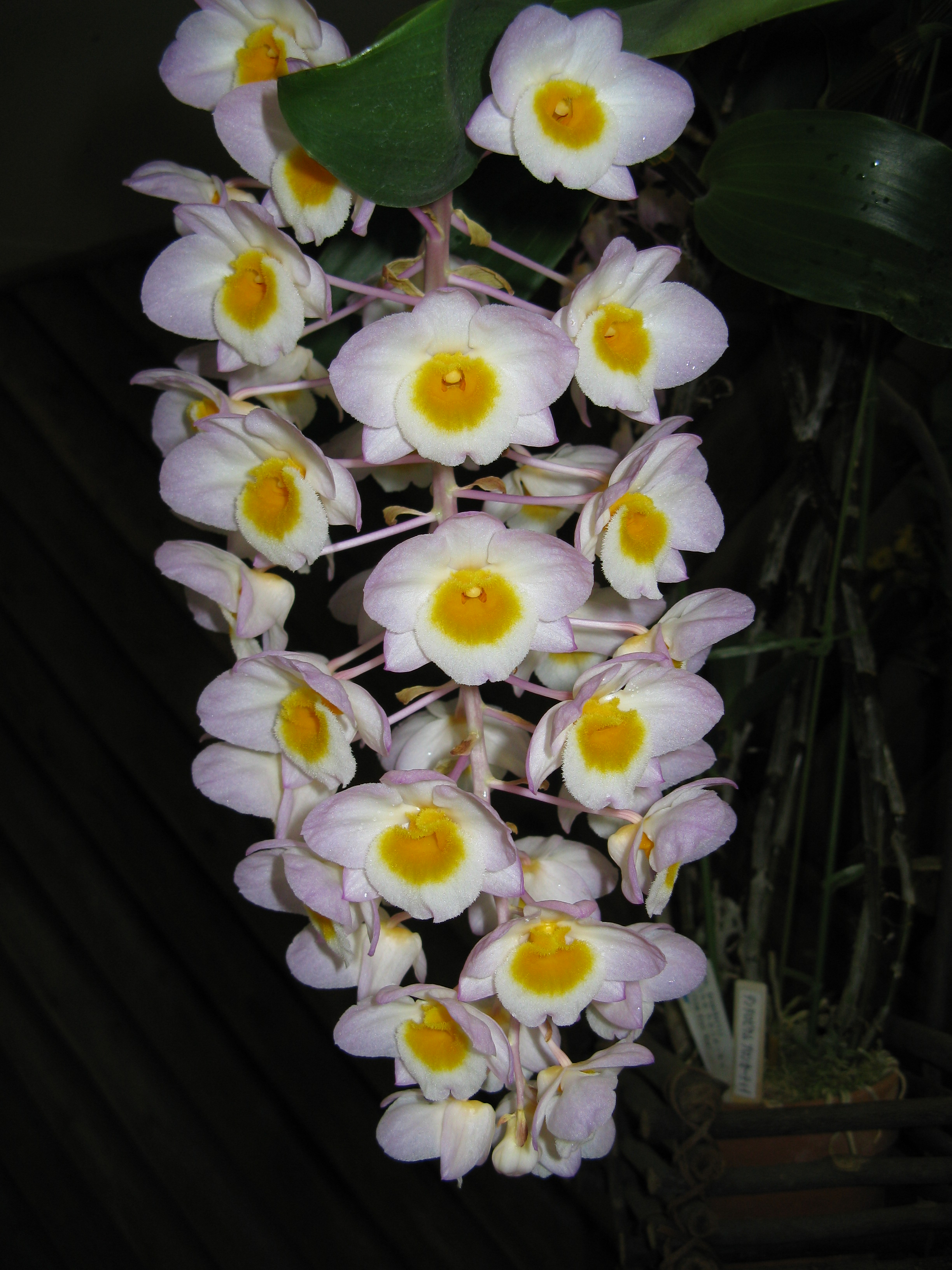
Dendrobium amabile
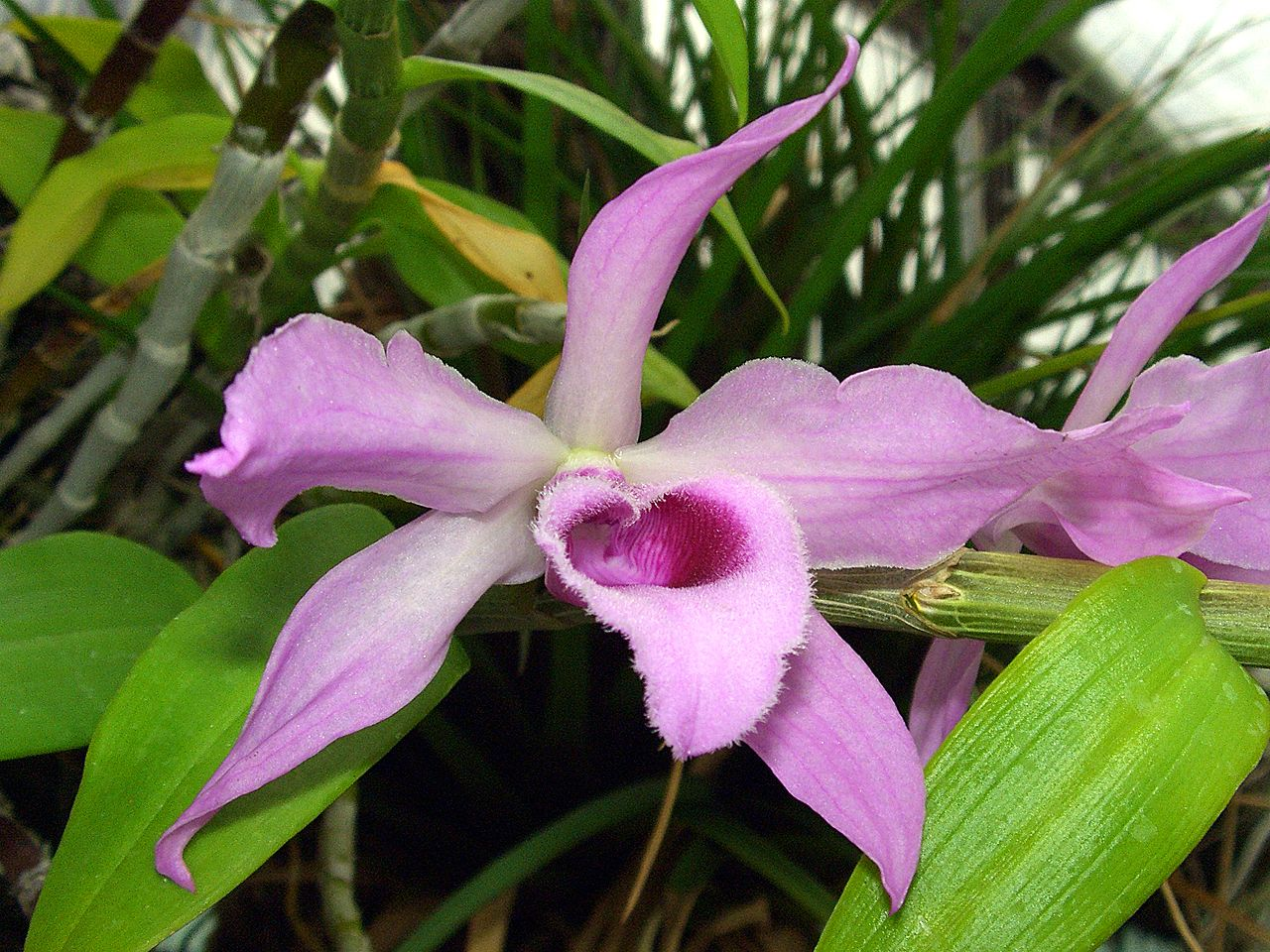
Dendrobium anosmum
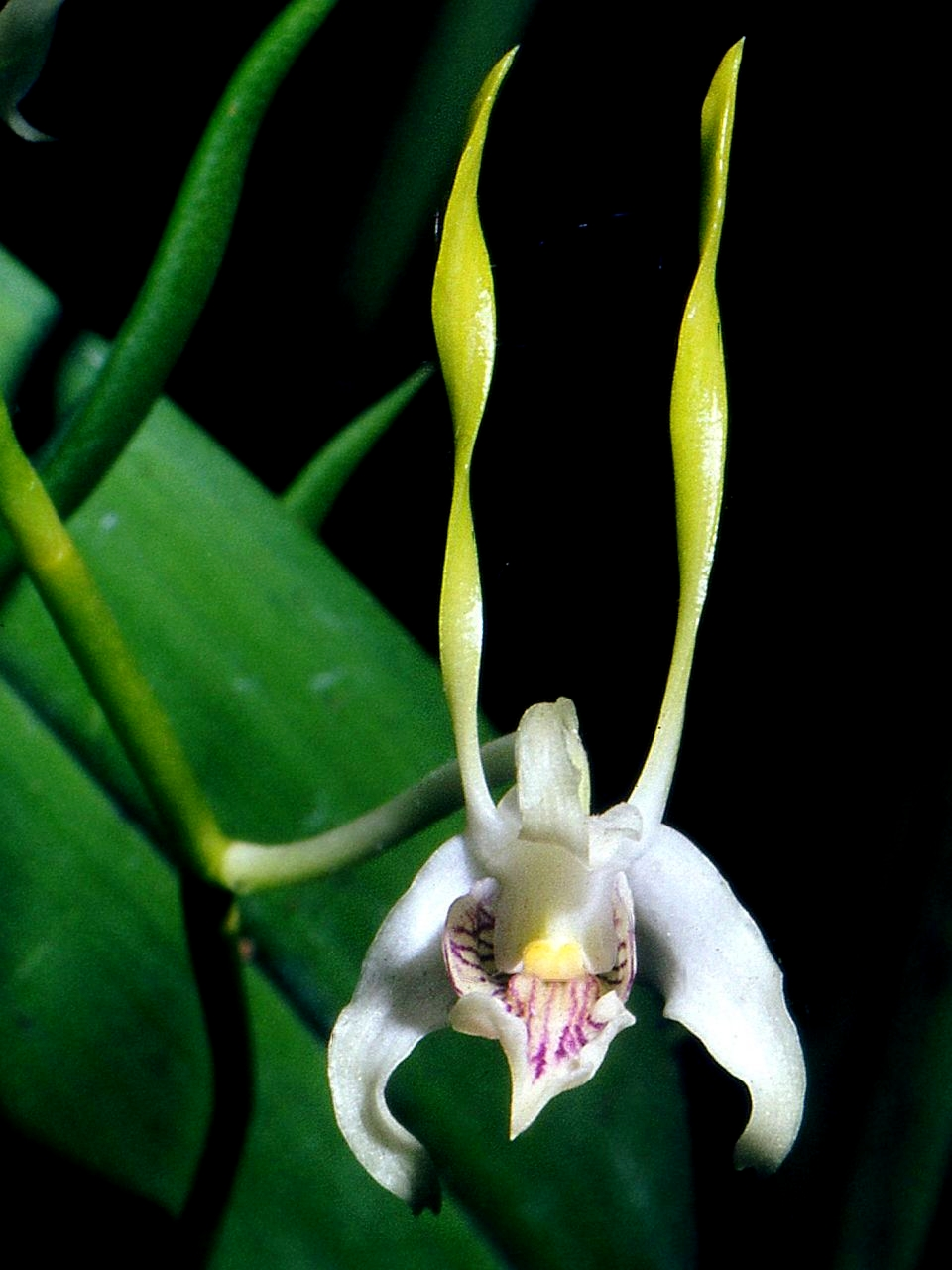
Dendrobium antennatum
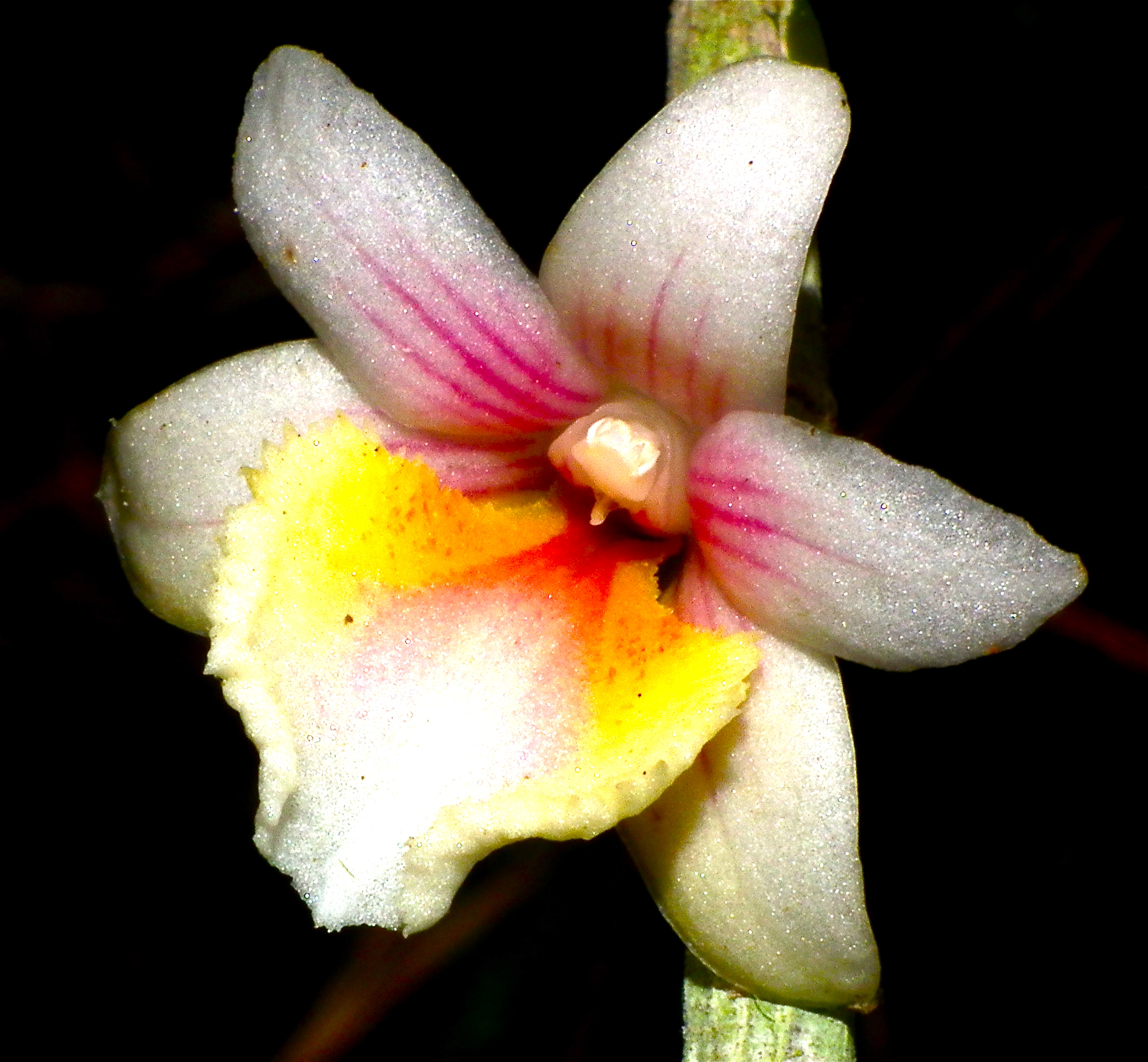
Dendrobium boosii
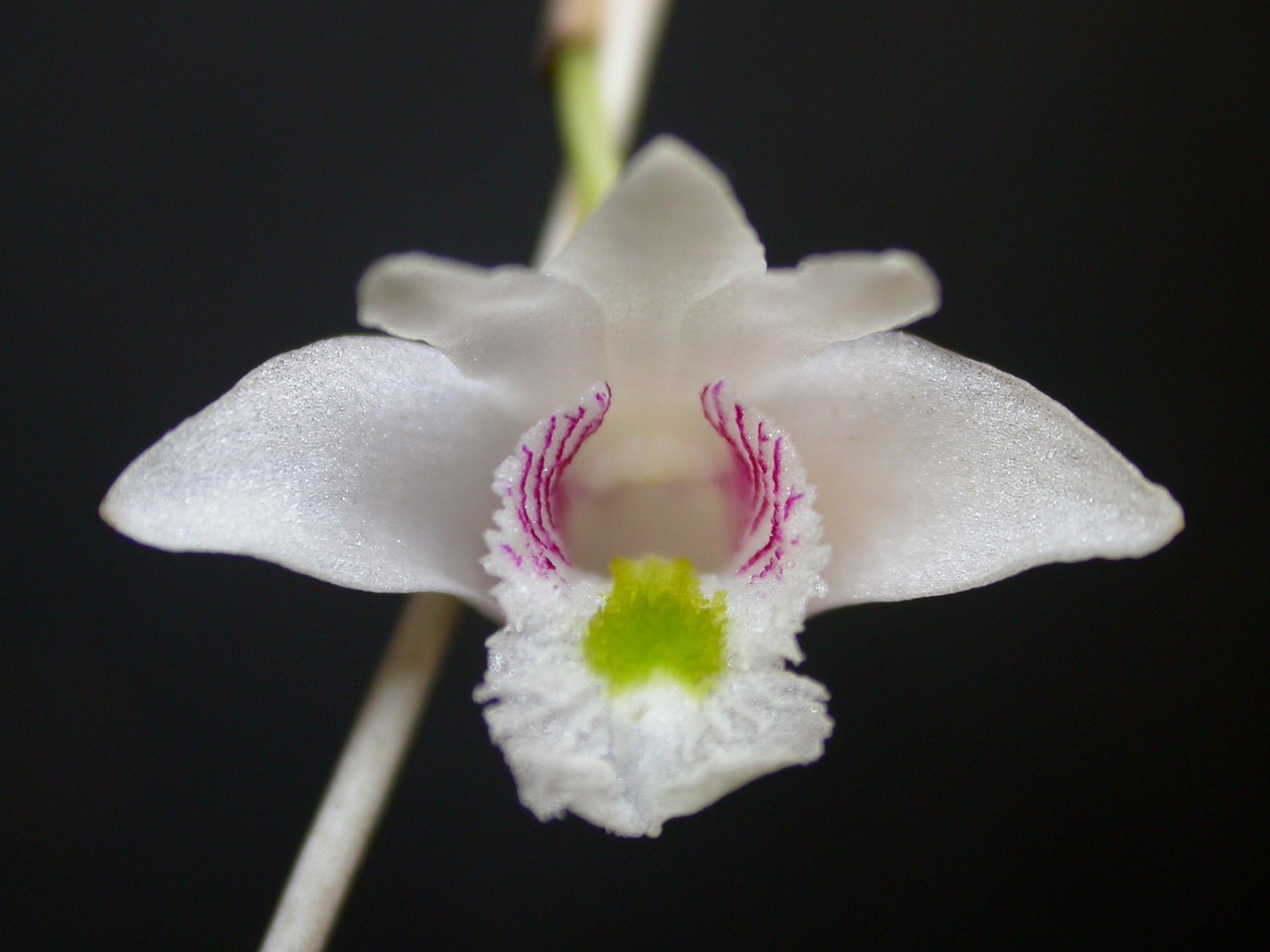
Dendrobium clavator
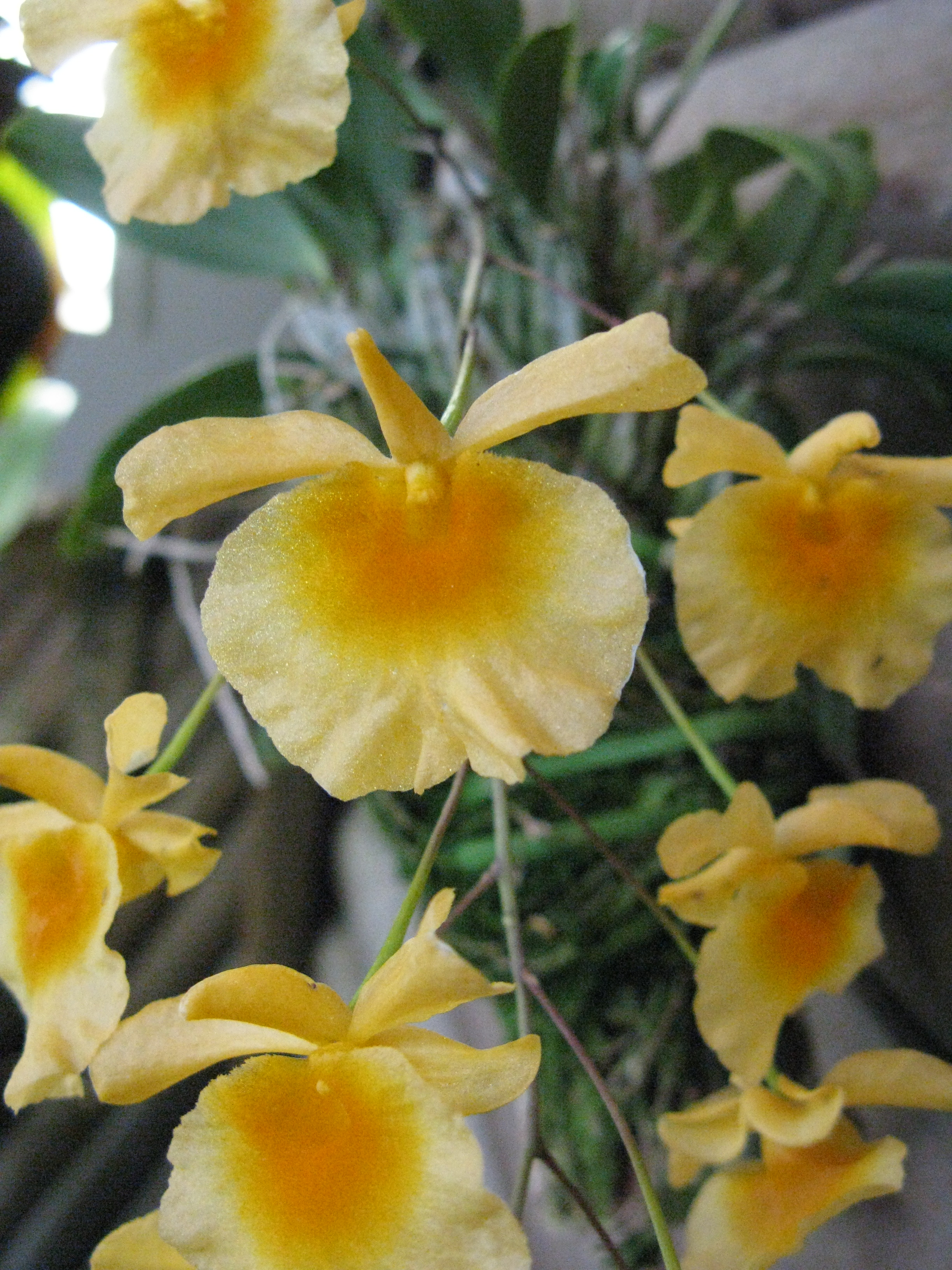
Dendrobium lindleyi
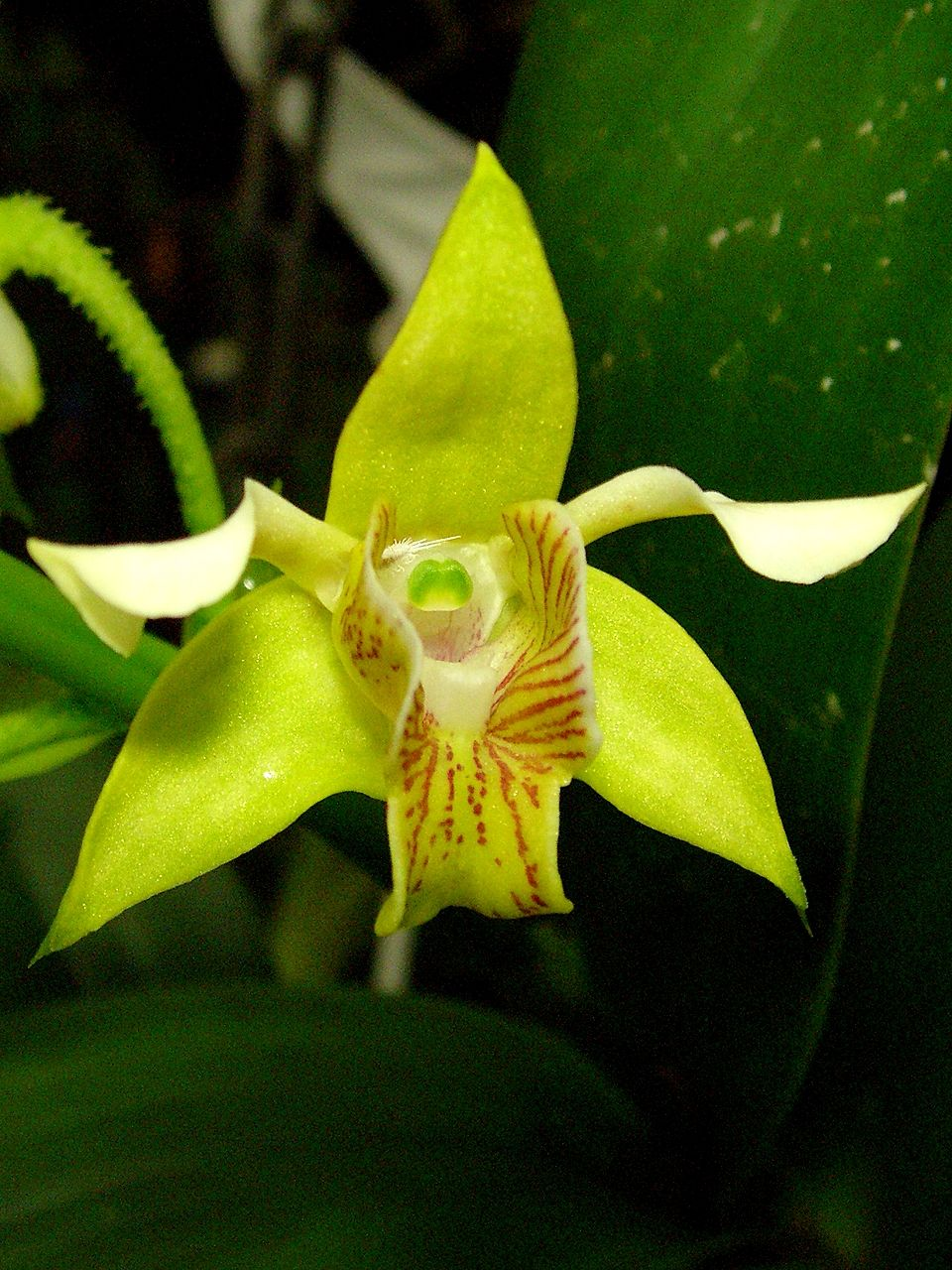
Dendrobium macrophyllum
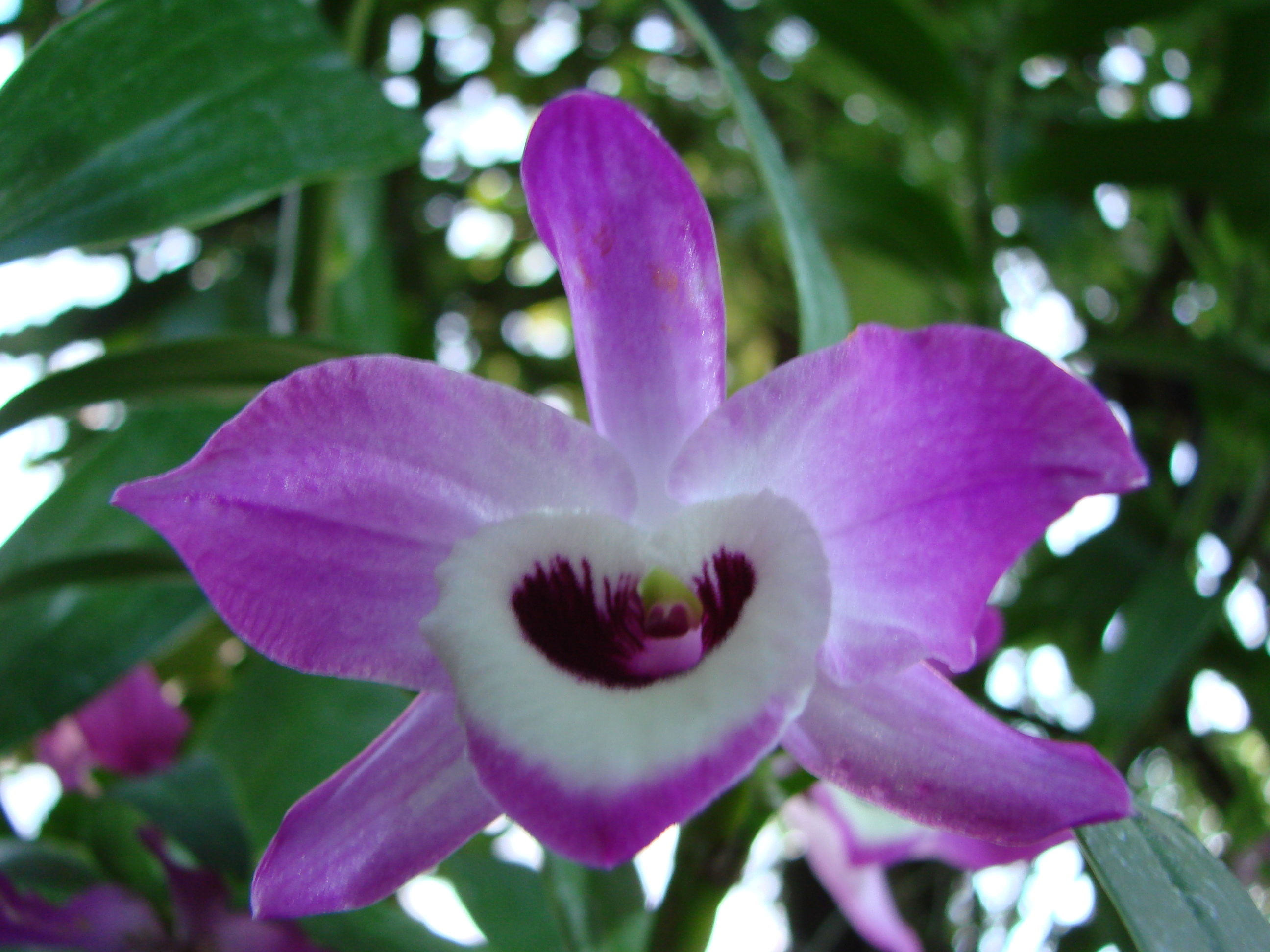
Dendrobium nobile
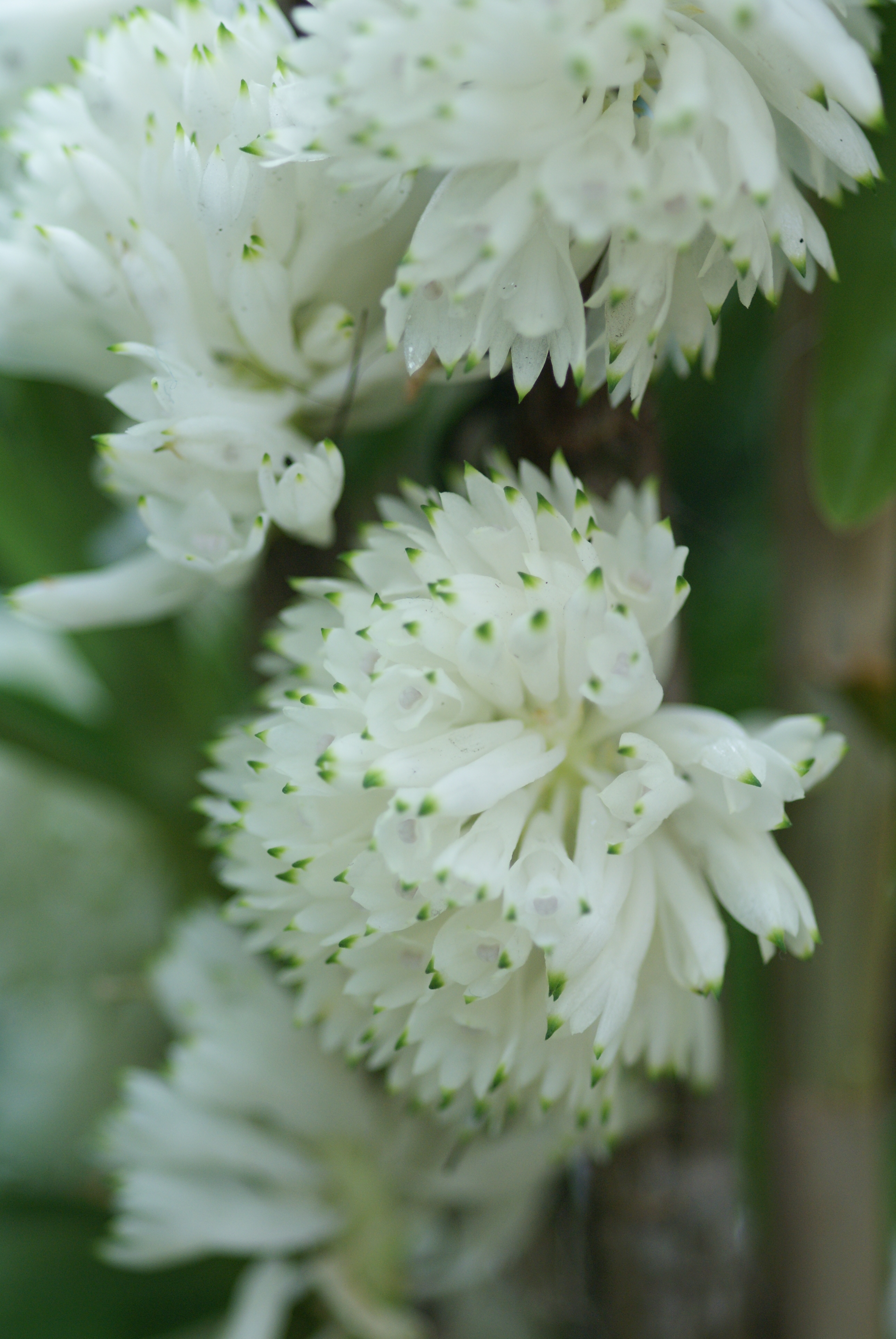
Dendrobium purpureum
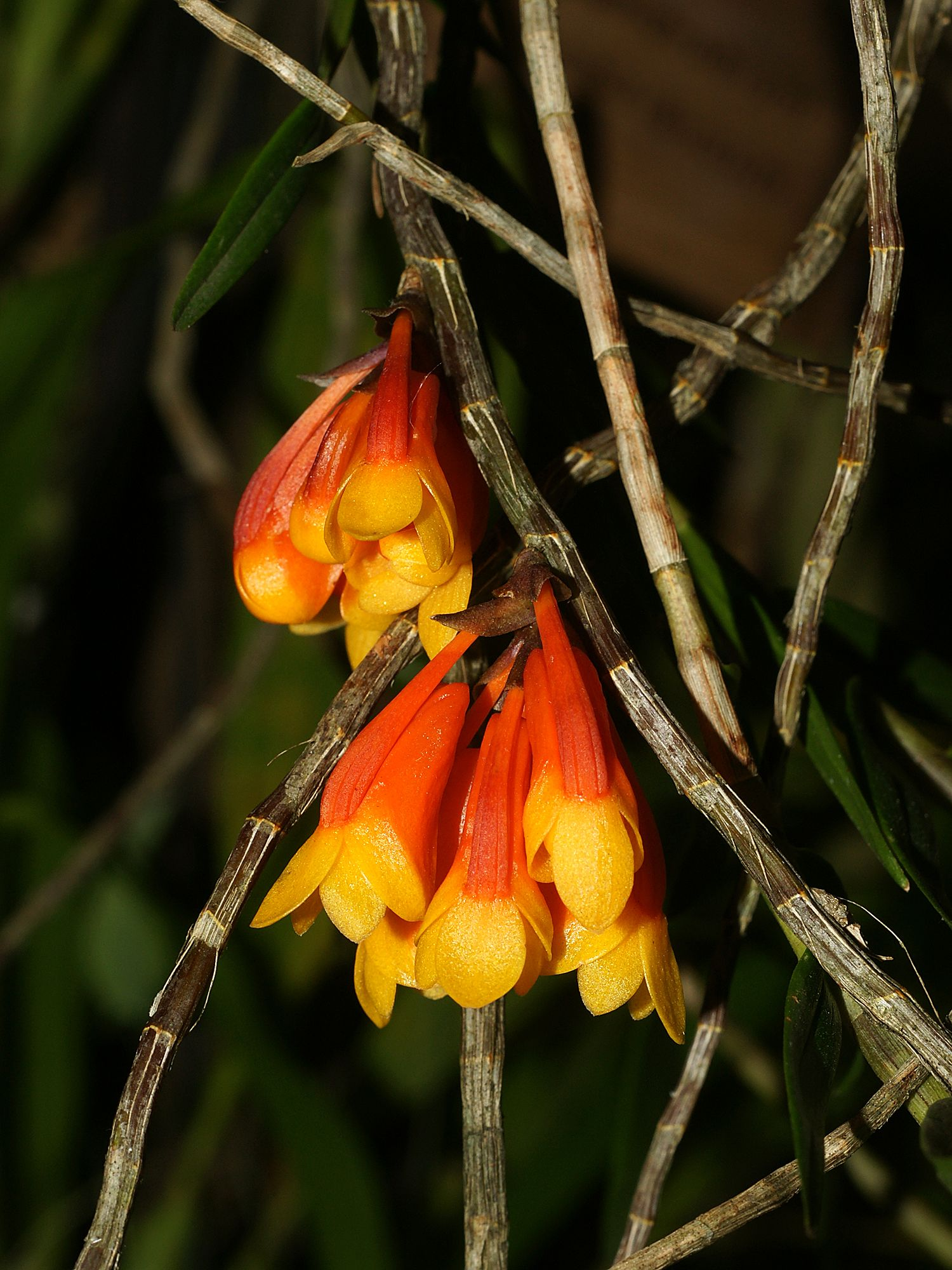
Dendrobium subclausum
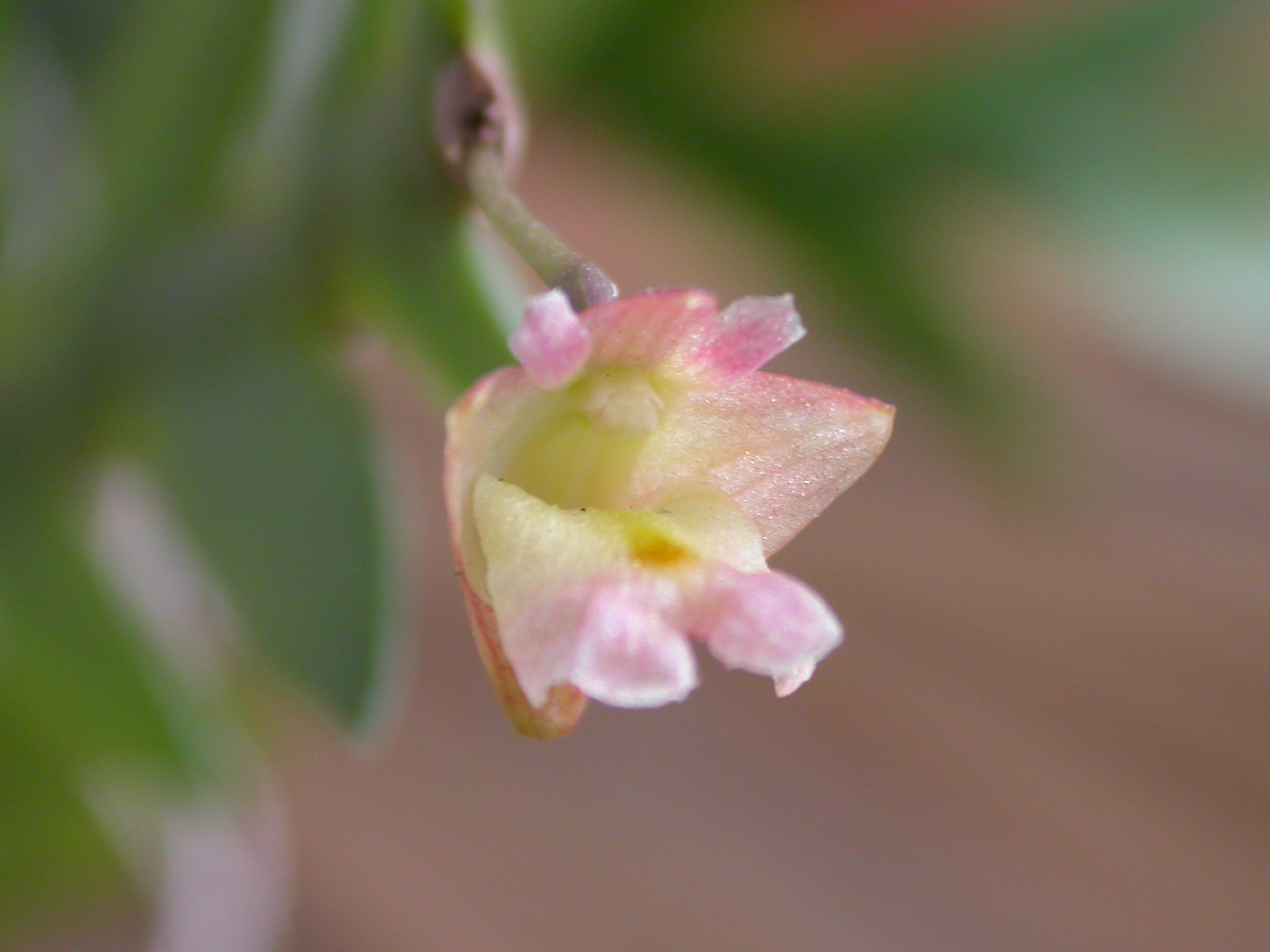
Dendrobium terminale
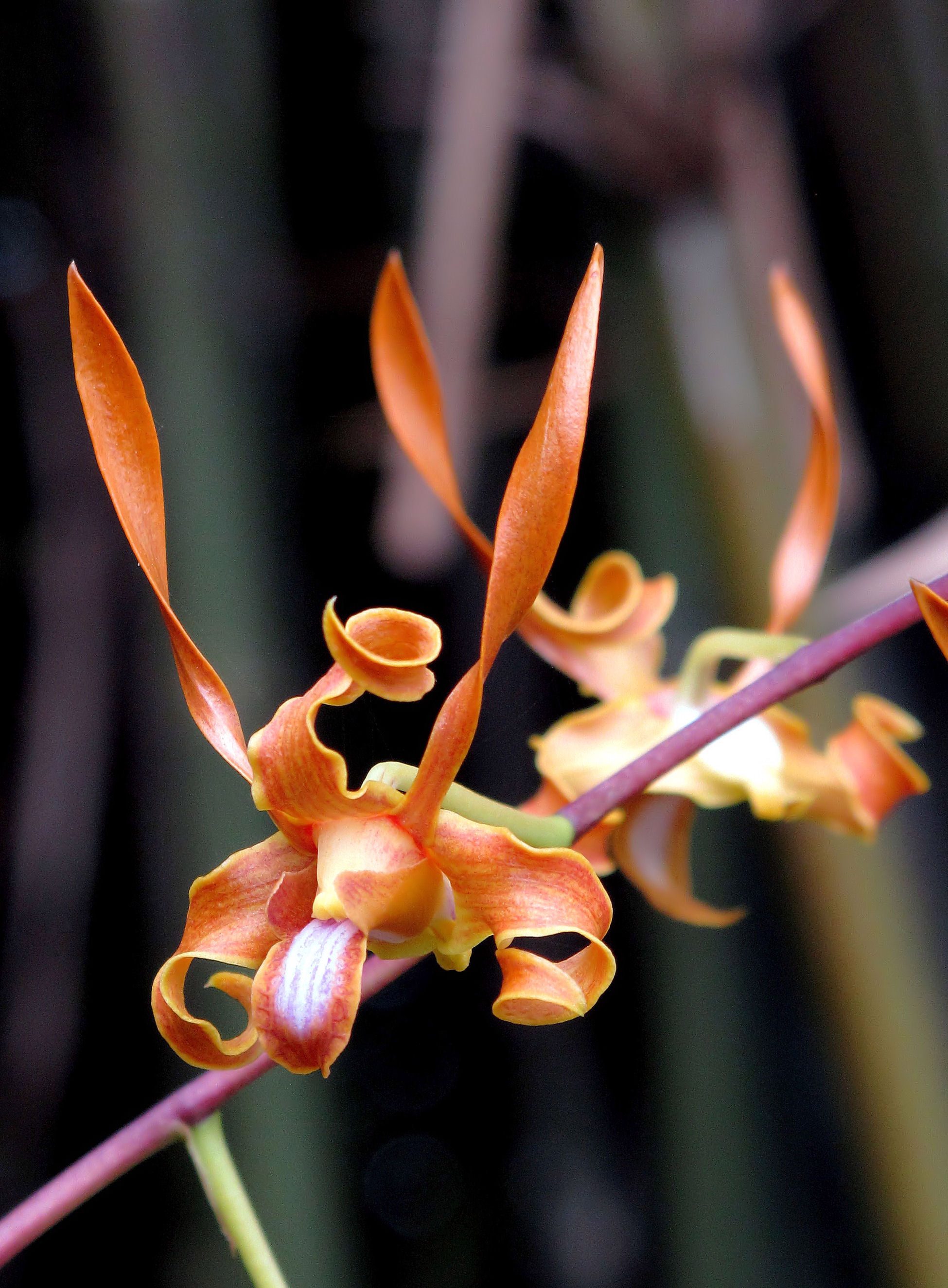
Dendrobium tangerinum
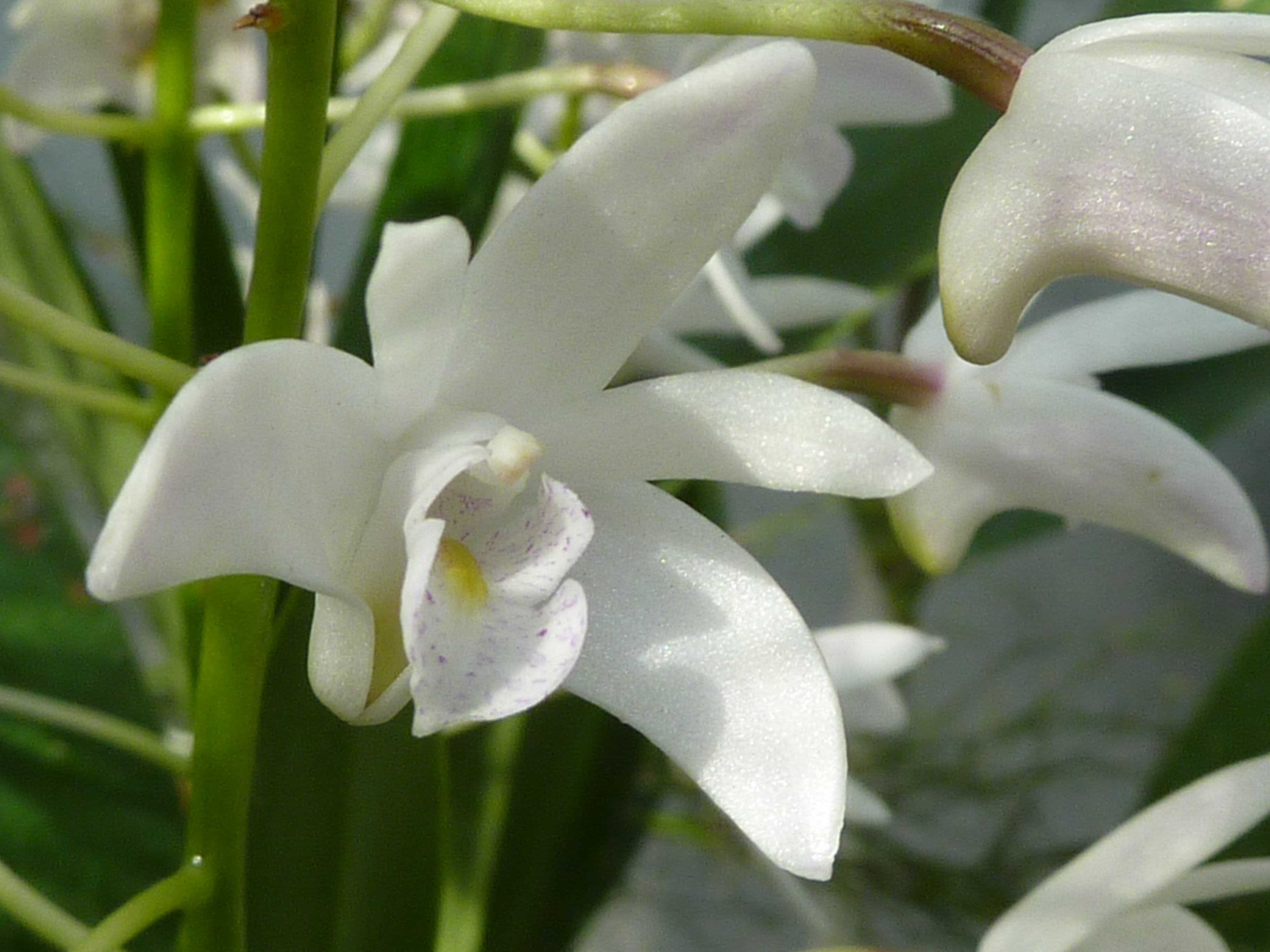
Dendrobium delicatum
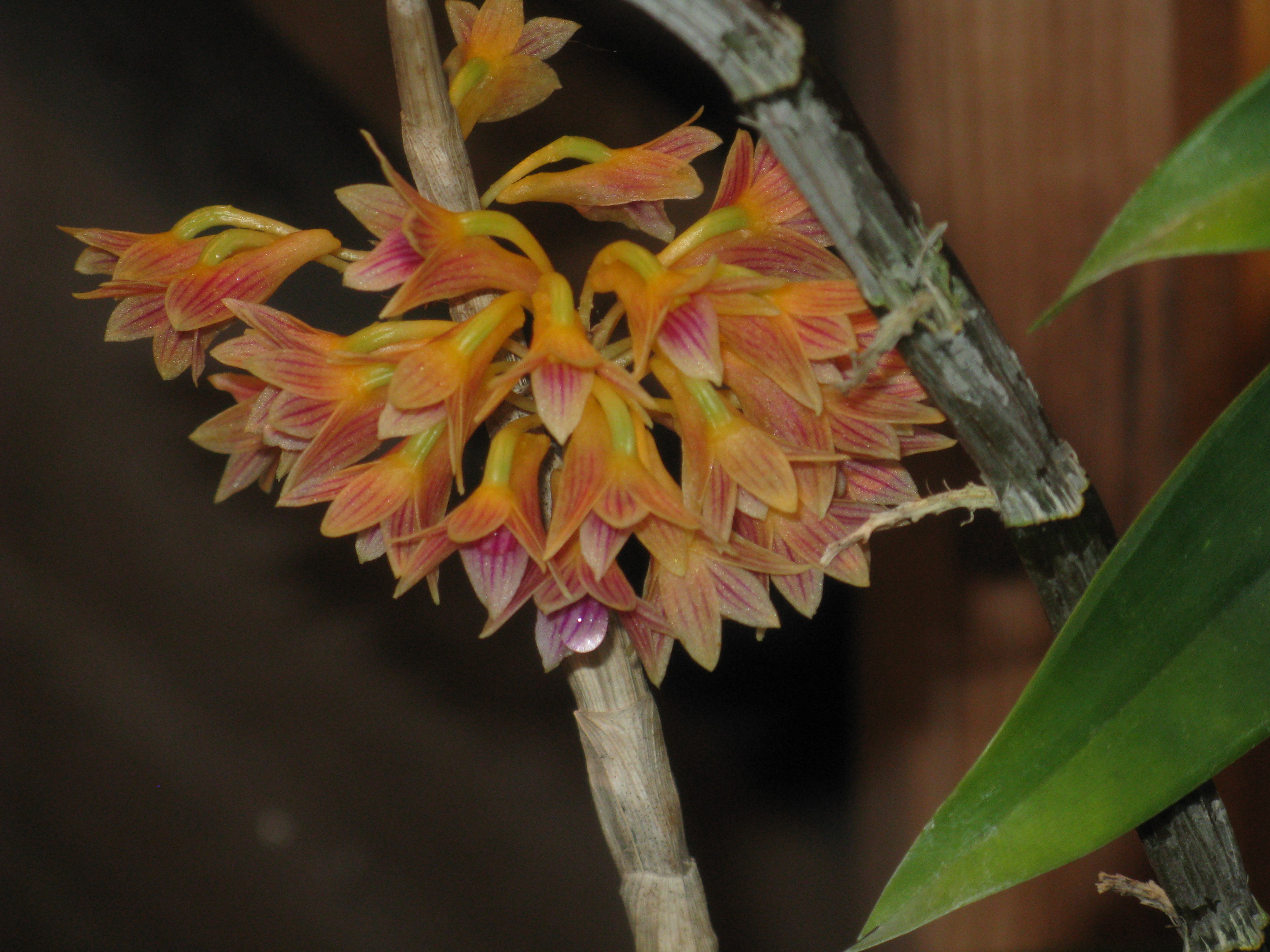
Dendrobium usitae
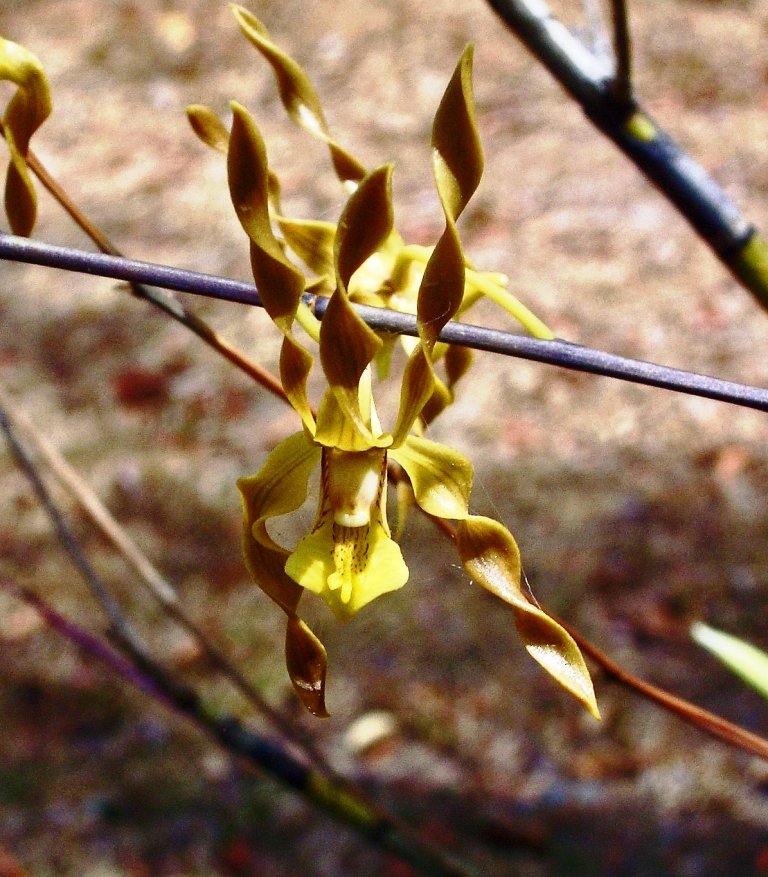
Dendrobium trilamllatum
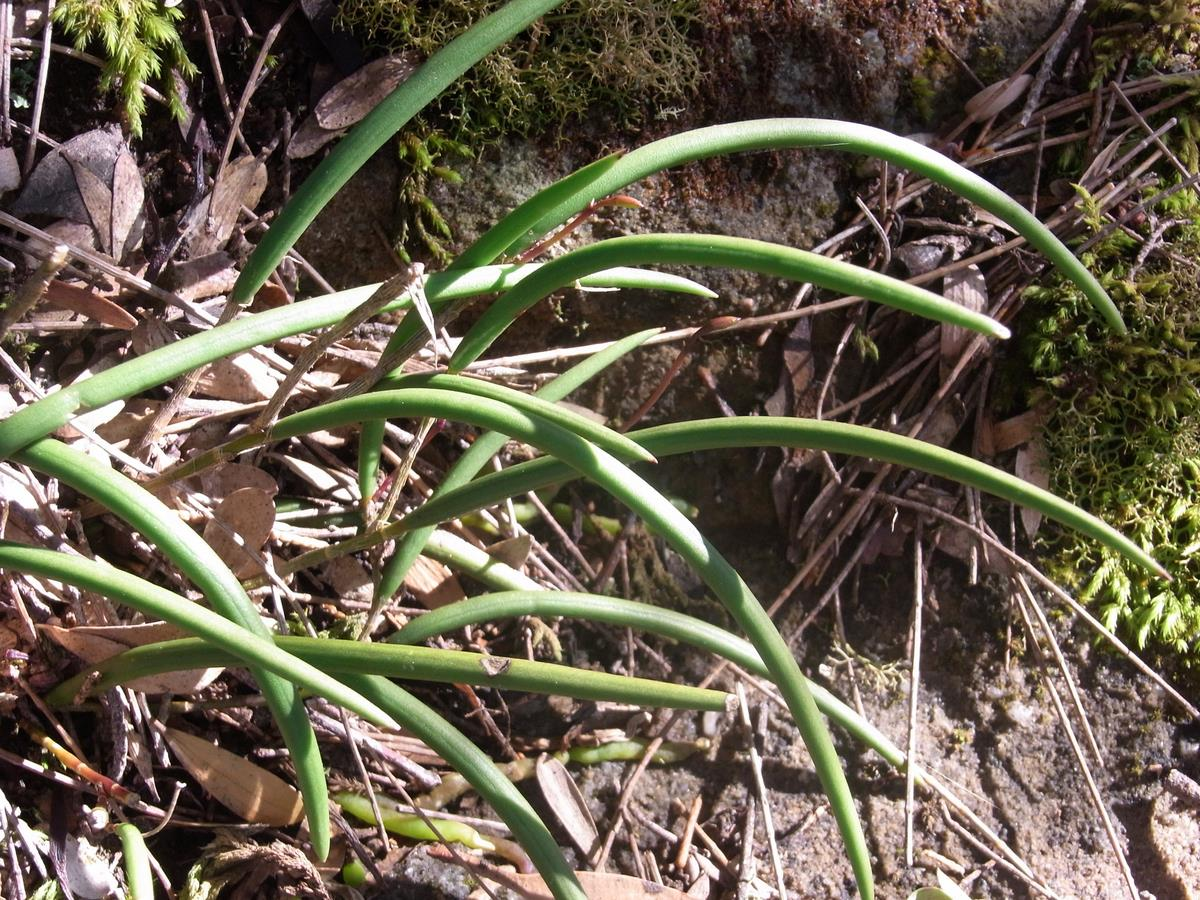
Dendrobium striolatum